# Pholidophoristion
Pholidophoristion è un genere di pesci ossei estinti, appartenenti ai teleostei. Visse tra il Giurassico superiore e il Cretaceo inferiore (circa 150 - 120 milioni di anni fa) e i suoi resti fossili sono stati ritrovati in Europa.

## Descrizione
Questo pesce era di dimensioni medie, e poteva raggiungere i 25 centimetri di lunghezza. Possedeva un corpo affusolato ma compatto, simile a quello di un tonno. Il muso era appuntito e la bocca era posta in posizione terminale; gli occhi dovevano essere piuttosto grandi. La pinna dorsale era di forma pressoché triangolare, ed era opposta o leggermente anteriore alle pinne pelviche, a circa metà del corpo. La pinna caudale era biforcuta, mentre la pinna anale era piuttosto arretrata. Le scaglie di Pholidophoristion erano ricoperte di ganoina, ornate da creste e dotate di un margine posteriore fortemente dentellato.

## Classificazione
Il genere Pholidophoristion venne descritto per la prima volta da Arthur Smith Woodward nel 1941, sulla base di resti fossili precedentemente attribuiti al genere Pholidophorus. La specie tipo è Pholidophoristion ornatus, del Giurassico superiore di Inghilterra e Francia e nota anche per fossili provenienti da terreni del Cretaceo inferiore nell'arcipelago di Helgoland. Altre specie sono P. micronyx (Giurassico superiore della Germania), P. ovatus (Giurassico superiore di Francia e Germania) e P. spaethi (Cretaceo inferiore della Germania).
Pholidophoristion è stato attribuito per lungo tempo al grande gruppo dei folidoforiformi; revisioni più recenti hanno indicato che Pholidophoristion era probabilmente una forma più basale di Pholidophorus e delle forme affini, ma comunque vicina all'origine dei teleostei moderni, ed è stato classificato all'interno del gruppo degli Ankylophoriformes (Taverne, 2013).